# A sztárok a fejükre estek
A sztárok a fejükre estek a TV2 kereskedelmi televízió csatornán futó valóságshow vagy kalandshow.

## Története
A műsor alapötlete Frei Tamástól származik, aki a holland Kristen van Nieuwenhuijzennel és Mark van Berkellel  segítségével  alkotta meg a műsor végleges formáját. A holland páros nevéhez olyan produkciók fűzödnek, mint a  Big Brother, a Széf vagy a Legyen Ön is milliomos!. A helyszín: Botswana, Zambia és Zimbabwe.
Az alkotók és a csatorna szerint ez nem a Celeb vagyok, ments ki innen! (eredeti: I’m a Celebrity… Get Me Out of Here!) című műsor koppintása, viszont az, hogy ugyanabban az időpontban zajlott a két műsor, megkérdőjelezi ezt a tényt.

## Szereplők
| Helyezés | 1. évad (2008)            |
| -------- | ------------------------- |
| 1.       | Kucsera Gábor             |
| 2.       | Kozso                     |
| 3.       | Bódi Guszti és Bódi Margó |
| 4.       | Fekete László             |
| 5.       | Oláh Ibolya               |
| 6.       | Fiala János               |
| 7.       | Voksán Virág              |
| 8.       | Csősz Boglárka            |
| 9.       | Horváth Ágnes             |
| 10       | Lakatos Márk              |

## Műsorvezetők
- Liptai Claudia
- Kovács Áron